# Pseudocallidium violaceum
Pseudocallidium violaceum là một loài bọ cánh cứng trong họ Cerambycidae.